# RADIO SESSIONS
RADIO SESSIONS（レディオ・セッションズ）は、2007年1月2日からJFN系列で放送していた週代わりでさまざまなアーティストが登場するラジオ番組。2012年3月分の放送で全パーソナリティーの担当番組が終了、最終回となる同最終週の『RADIO SESSIONS最終回スペシャル LAST MESSAGE』をもって終了。

## パーソナリティー
- 第1週：バニラビーンズ
- 第2週：DEEP
- 第3週：SCANDAL
- 第4週：小室哲哉
- 第5週：スペシャル・アーティスト
  - 2007年1月：UVERworld
  - 2007年7月：いきものがかり
  - 2007年10月：FUNKY MONKEY BABYS
  - 2008年1月：大橋卓弥
  - 2008年4月：JUJU
  - 2008年7月：佐野元春、守乃ブナ
  - 2008年9月：Do As Infinity
  - 2008年11月：w-inds.
  - 2009年1月：TERIYAKI BOYZ
  - 2009年5月：MONKEY MAJIK
  - 2009年8月：abingdon boys school
  - 2009年10月：Aqua Timez
  - 2011年4月： 布袋寅泰

## 過去のパーソナリティー
- 一青窈（第1週、2007年1月 - 2007年6月）
- 中村中（第3週、2007年1月 - 2007年3月）
- ウルフルズ（第1週、2007年7月 - 2007年9月）
- abingdon boys school（第4週、2007年1月 - 2008年3月）
- いきものがかり（第1週、2007年10月 - 2008年4月）
- ONE☆DRAFT（第1週、2008年5月 - 2009年3月）
- 中孝介（第2週、2007年1月 - 2009年3月）
- AAA（第3週、2007年4月 - 2009年3月）
- UVERworld（第4週、2008年4月 - 2009年3月）
- Lil'B(第1週、2009年4月 - 2010年12月)
- COLOR(第2週、2009年4月 - ?)
- 橘慶太（w-inds.）(第4週、2009年4月 - 2010年12月)

## ネット局一覧
| 放送対象地域   | 放送局                                         | 放送時間          | 備考 |
| -------------- | ---------------------------------------------- | ----------------- | --- |
| 青森県         | エフエム青森 (AFB)                             | 土曜日24:00-24:55 | 2008年9月まで：火曜日20:00-20:55 |
| 岩手県         | エフエム岩手 (FMI)                             | 土曜日19:00-19:55 | 2008年9月まで：火曜日20:00-20:55 |
| 秋田県         | エフエム秋田 (AFM)                             | 土曜日25:00-25:55 | |
| 山形県         | エフエム山形 (BoyFM)                           | 日曜日19:00-19:55 | |
| 栃木県         | エフエム栃木 (RADIO BERRY)                     | 日曜日21:00-21:55 | |
| 群馬県         | エフエム群馬 (FMぐんま)                        | 火曜日20:00-20:55 | |
| 長野県         | 長野エフエム放送 (FM長野)                      | 土曜日26:00-26:55 | |
| 新潟県         | エフエムラジオ新潟 (FM-NIIGATA)                | 火曜日20:00-20:55 | |
| 富山県         | 富山エフエム放送 (FMとやま)                    | 日曜日22:00-22:55 | |
| 福井県         | 福井エフエム放送 (FM FUKUI)                    |                   | |
| 三重県         | 三重エフエム放送 (radio3（radio CUBE FM三重）) | 土曜日26:00-26:55 | |
| 滋賀県         | エフエム滋賀 (e-radio)                         | 土曜日24:00-24:55 | |
| 大阪府         | エフエム大阪 (FM OSAKA)                        | 日曜日20:00-20:55 | 2008年2月～2008年11月まで：木曜日28:00-28:55 2009年1月～2010年3月まで：水曜日28:00-28:55 2010年4月～2010年6月まで：土曜日5:00-5:55 2011年10月よりネット再開 |
| 兵庫県         | Kiss-FM KOBE                                   | 火曜日20:00-20:55 | 2008年11月放送開始 |
| 鳥取県・島根県 | エフエム山陰 (V-air)                           | 土曜日24:00-24:55 | 2008年9月まで：火曜日20:00-20:55 |
| 山口県         | エフエム山口 (FMY)                             | 火曜日20:00-20:55 | |
| 徳島県         | エフエム徳島 (Passion Wave)                    | 土曜日24:00-24:55 | 2008年9月まで：火曜日20:00-20:55 |
| 香川県         | エフエム香川 (FM香川)                          | 土曜日24:00-24:55 | 2008年9月まで：火曜日20:00-20:55 |
| 高知県         | エフエム高知 (KFM)                             | 土曜日26:00-26:55 | 2008年9月まで：火曜日20:00-20:55 |
| 佐賀県         | エフエム佐賀 (FMS)                             | 土曜日24:00-24:55 | 2008年9月まで：火曜日20:00-20:55 |
| 長崎県         | エフエム長崎 (FMN)                             | 土曜日21:00-21:55 | |
| 熊本県         | エフエム熊本 (FMK)                             | 日曜日20:00-20:55 | |
| 大分県         | エフエム大分 (Air-Radio FM88)                  | 火曜日21:00-21:55 | |
| 宮崎県         | エフエム宮崎 (JOY FM)                          | 火曜日20:00-20:55 | 2008年9月まで：木曜日20:00-20:55 |